# Cinkota
Cinkota (anciennement Czinkota) est un quartier de Budapest, situé dans le 16e arrondissement. Autrefois localité à part entière, deux quartiers - Sashalom et Mátyásföld - intègrent Budapest respectivement en 1923 et 1933. Le reste de Cinkota est annexé en 1950 à la capitale hongroise.

## Périmètre
Selon l'arrêté du 12 décembre 2012 (94/2012. (XII. 27.), annexe 31) de l'assemblée métropolitaine de Budapest, le périmètre du quartier est le suivant : à partir de Budapesti út, la limite administrative de Budapest jusqu'au tripoint des 10e, 16e et 17e arrondissements-Forrásmajori dűlő-Zsemlékes út-Nógrádverőce utca-Sarjú út-le prolongement de Budapesti út-Budapesti út.

## Histoire

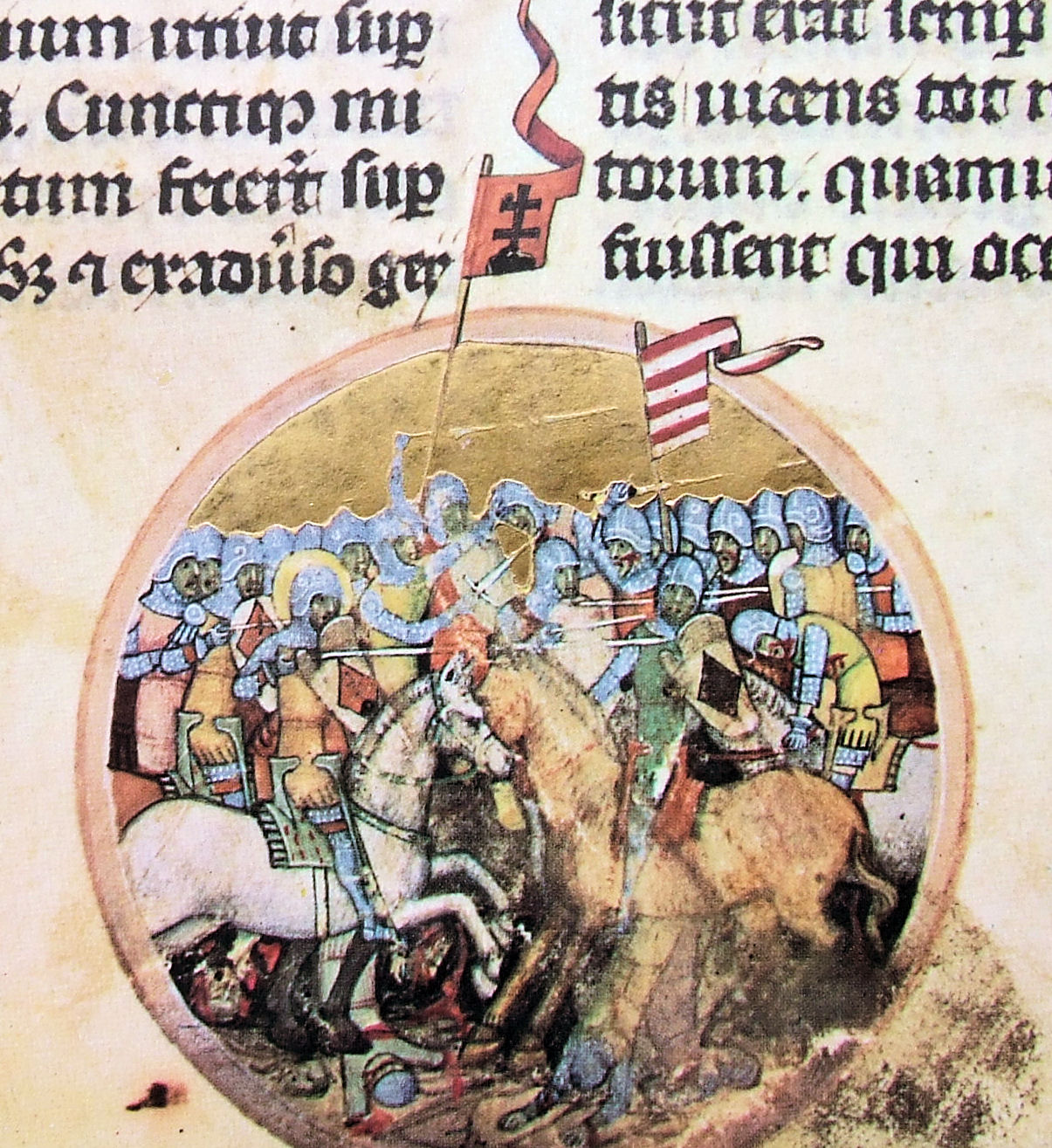
La bataille de Mogyoród dans une chronique illustrée de 1358.

La première mention de Cinkota remonte à 1040. C'est sur son territoire qu'a lieu en 1077 la bataille de Mogyoród entre le roi Salomon et les fils de Béla. Le ban Ernei, proche du roi Salomon, y trouve la mort. En 1283, les terres de Cinkota parviennent entre les mains des moines de Nyúlsziget (actuel Margit-sziget). La localité est également connue pour un conte populaire de l'époque corvinienne : Le chantre de Cinkota (A cinkotai kántor). La localité se vide durant l'occupation ottomane puis est repeuplée par des Slovaques. 
Durant l'époque contemporaine, la famille Batthyány joue un rôle important au sein de la localité. C'est ici que vit jusqu'en 1929 Ilona Batthyány, fille de Lajos Batthyány et épouse de Gábor Beniczky. Elle y fonde une école pour les orphelins, laquelle abrite de nos jours le lycée Antal Szerb. Elle est également une actrice centrale du remembrement des parcelles de Mátyásföld. Il ne reste plus rien de l'ancien château Beniczky–Batthyány, détruit durant la Seconde Guerre mondiale. 
Pendant la première moitié du XXe siècle, des Budapestois lotissent de nombreux terrains avec des résidences secondaires, lesquelles deviennent rapidement des habitations permanentes. Les quartiers de Sashalom et Mátyásföld font sécession en 1923 et 1933 pour intégrer Budapest. Le reste de la localité suit le mouvement d'expansion administrative de la capitale hongroise lors de la grande réforme territoriale de 1950.

## Équipements
Les principaux équipements du quartier sont le lycée Antal Szerb (ancienne école pour orphelin fondée par Ilona Batthyány), l'école primaire Ilona Batthyány, le groupement scolaire privé Viktor Göllesz ainsi que des salles de collections consacrées à l'histoire locale dans Georgina utca et Batthyány Ilona utca.

## Organisation

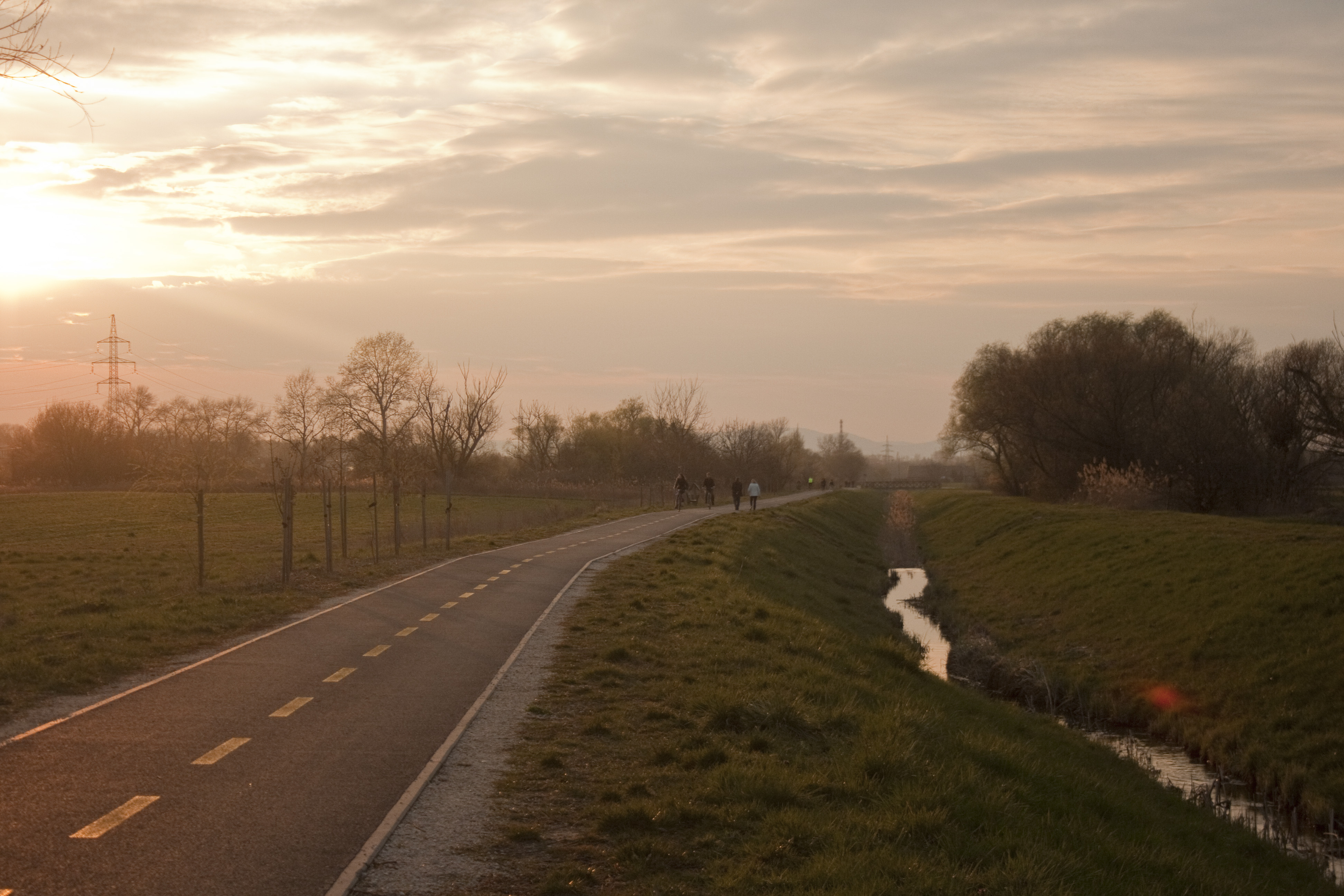
Le vallon de Szilas-patak.

Le quartier de Cinkota est essentiellement résidentiel, avec des allures de village. Celui-ci est coupé en deux parties presque égales par Szabadföld út et les lignes    du train suburbain de Budapest. Au nord, l'on trouve de nombreuses maisons individuelles avec jardins (Ilonatelep et Újtelep), tandis qu'au sud se situe l'ancien bourg. À ses pieds, la vallée de Szilas-patak et le lac Naplás offrent un paysage verdoyant.
Située à l'extrême est de Budapest, la localité est coupée des villages de Csömör et Kistarcsa par l'Autoroute M0.

## Patrimoine urbain

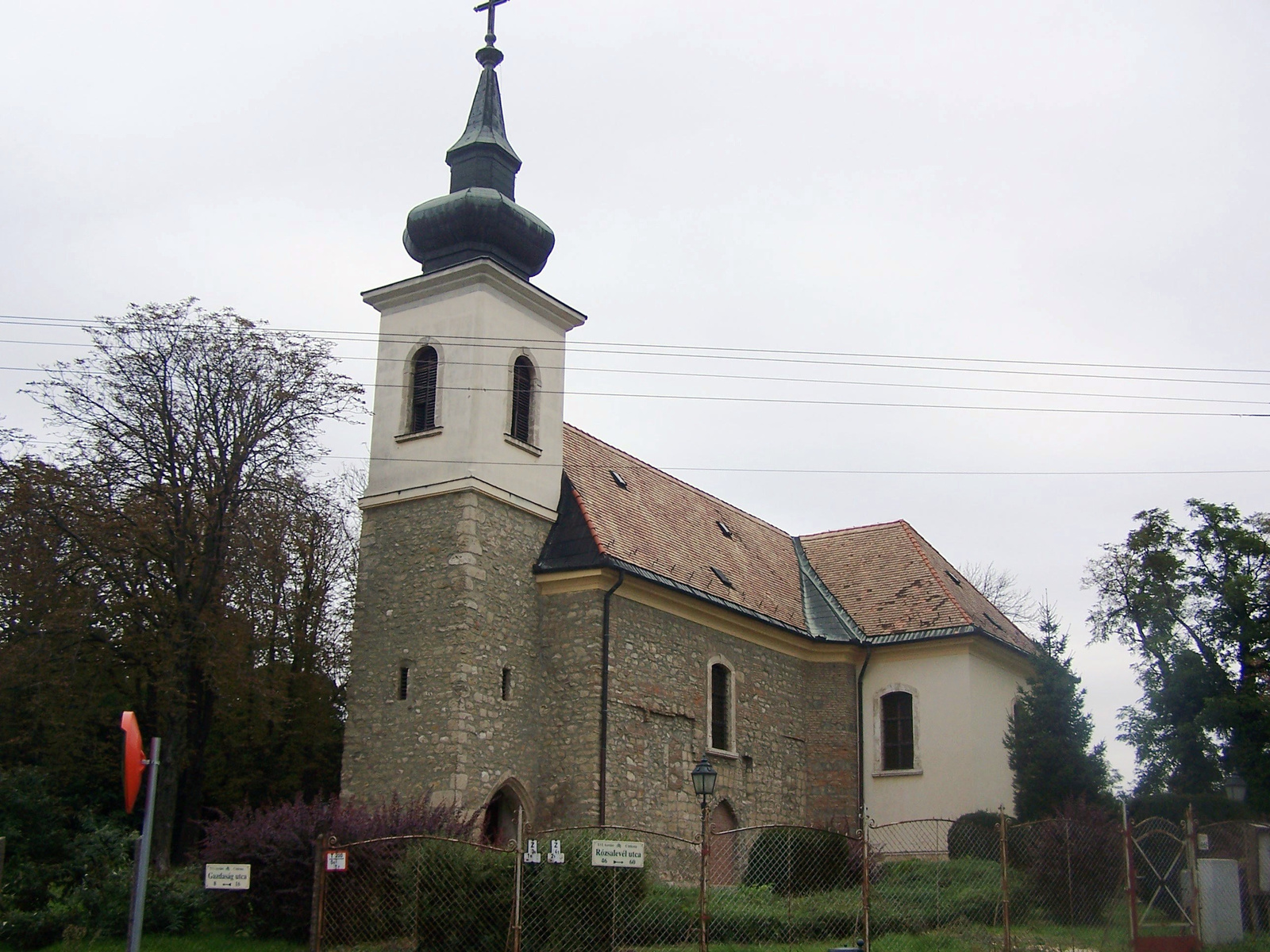
Le temple évangélique

Le temple évangélique de Cinkota est classé au patrimoine culturel. L'ancienne école pour orphelins, imposant bâtiment en brique qui domine le quartier, abrite désormais le lycée Antal Szerb.

## Personnalité liée au quartier
- Ilona Batthyány